# Симболика биљака у старом Египту
Вртови старог Египта имали су јасно изражена основна три елемента дизајна: значење, функцију (сврху) и форму (облик). Функција и значење су се преплитали диктирајући форму. Разлика између староегипатског и савременог врта је у томе што је египатски грађен због мистичног значаја тог места. Сваки изабрани локалитет за свети објекат био је место за које се веровало да на њему борави божанство. Уређење врта зависило је од тога да ли је припадао култном храму, где су ликови живих богова обитавали, или је то био посмртни врт односно врт за уобичајену употребу.

## Симболика биљака у старом Египту
Вртови су били интегрални делови култа светилишта, које је само по себи било космос, и представљало и Египат и универзум. Вртови храмова укључивали су воду, репрезент бога Нуна. Вода прапочетка је покривала земљу и вегетацију која је расла у води и око ње на почетку времена. Биљке које су расле у овим вртовима све су имале своју симболику.
| Биљка | Приказ | | Божанство |
| ----- | ------ | --- | --------- |
|       |        | Египатска персеа (Mimusops laurifolia (Forssk.) Friis), као дрво живота је у најранијим временима одредила карактер египтске арборикултуре. Дрво египатске персее нађено је у гробницама као маска за мумије, или као венац око мумије Рамзеса II у Сакари (III династија) и Тутанкамона. Према неким ауторима свето дрво коме је одавана висока част, а које је у записима називано ишед-воћка је египатска персеа. Ишед (ишит) је стабло историје, на коме се боговима приказује име и дела владара. Дрво је било повезано са излазећим сунцем, а од Апепа (велике змије) га је штитила Мау велика мачка Хелиополиса. Плод персее симболисао је "Свето срце" Хоруса, а његово конзумирање давало је вечни живот. |           |
|       |        | Сикомора (Ficus sycomorus L.) је дрво живота заједно са персеом, спајало је свет живих и свет мртвих. Према легенди посебан значај имала су два стабла сикоморе – “сикоморе од тиркиза” стајала су на источној капији неба одакле је сунце издизало сваког јутра. Ова стабла су била у посебној вези са богињама Нут, Хатор и Изидом, а сваку од њих су звали ”госпођом од сикоморе”. Нут и Хатор су често приказиване како излазе из дрвета и нуде храну и воду умрлима. Понекад је дрво антропоморфно, са рукама које пружају понуде мртвима. |           |
|       |        | Лотос који је пливао језером подсећао је да је бог сунца Ра искочио из њега, а био је и симбол Горњег Египта. У Нилу расту две врсте “лотоса” који у ботаничком смислу и нису лотоси (род: Nelumbo) већ локвањи, али у литератури која се бави историјом вртне уметности најчешће се назвају лотосом. То су бели нилски локвањ (Nymphaea lotus L.) и плави свети локвањ (Nymphaea caerulea Sav.). Цвет лотоса (сесен) био је симбол сунца, стварања и поновног рађања, јер се цветови ноћу затварају и тону, а у свитање израњају и отварају се поново. |           |
|       |        | Папирус (Cyperus papyrus L.) је био кућа богиње Хатор, небо и богиња мајка, а истовремено и место на које је Изида сакрила сина Хоруса, пошто је Сет убио свога брата, a њеног мужа Озириса. Папирус је био симбол Доњег Египта. |           |
|       |        | Тамјаново дрво (Boswellia sacra Flueck.) које се још назива и олибанум донето је из Пунта да би било засађено у Храму краљице Хатшепсут посвећеном богу Амону. Египћани су били највећи корисници тамјана у историји уопште. |           |
|       |        | Палме су биле посвећене боговима сунца, месеца и плодности. Урма (Phoenix dactylifera L.) посебно је повезана са богом сунца Ра. |           |
|       |        | Дум палма (Hyphaene thebaica (L.) Mart.) повезана је са скрибом богова, Тотом и Мином, богом плодности. |           |
|       |        | Салата (Lactuca sativa L.) је друга Минова биљка, поред дум палме. |           |
|       |        | Нар (Punica granatum L.) je сматран афродизијаком и симболом обиља и плодности. Био је посвећен богињи Хатор персонификацији женске љубави, материнства и радости. |           |
|       |        | Тамарикс (Tamarix aphylla (L.) Karst.) је најчешће био повезан са вртовима мртвих и богом Озирисом који се оглашавао: “Ја сам велики бог у тамариксу” па је пепео тамарикса коришћен за мастило којим су писане заветне поруке на платну стављаном око врата покојника. Представљао је симболичну слику врта, да душа, када напусти гроб, нађе дрво поред кога може да седне. У приказима је обично Озирис у облику птице Бенну (грчки феникс) седео на светом стаблу тамарикса испред гробнице. |           |

## Остале гајене биљке

### Дрвенасте врсте
Различите акације, посебно аутохтона акација газија (Acacia nilotica (L.) Willd. ex Delile) била је честа у вртовима. Од интродукованих врста употребљавана је лебек албиција (Albizia lebbeck (L.) Benth.) из јужне Азије.
Поред наведених врста сретале су се још и 
- аргун палма (Medemia argun (Martius) Wurtt. ex H.A. Wendl.),
- баланос, египатски балсам (Balanites aegyptiaca (L.) Del.),
- жужуља, иглица (Zizyphus spina-christi (L.) Willd.),
- јусор (Moringa peregrina (Forssk.) Fiori),
- маслина (Olea europaea L.),
- смоква (Ficus carica L.)
- пистаћ (Pistacia vera L.),
- рицинус (Ricinus communis L.),
- афричка врба (Salix safsaf Forssk. ex Trautv.),
- рогач (Ceratonia siliqua L.).[6]

### Поврће и зачини
- боб (Vicia faba L.),
- наут (Cicer arietinum L.),
- краставац (Cucumis melo L.),
- бели лук (Allium sativum L.),
- црни лук (Allium cepa L.),
- сочиво (Lens culinaris Medik.),
- лубеница (Citrullus lanatus (Thunb.) Matsum. & Nakai)
- крбуљица (Anthriscus cerefolium (L.) Hoffm.)
- коријандер (Coriandrum sativum L.),
- нана (Mentha longifolia (L.) Huds.)
- заатар (Thymbra spicata L.)...

Кана (Lawsonia inermis L.) је употребљавана за бојење косе, коже и тканина, а мирта (Myrtus communis L.) за мирисе

### Цвеће
- булка (Papaver rhoeas L.),
- различак (Centaurea depressa M. Bieb.)
- мандрагора (Mandragora officinarum L.)
- љиљан (Lilium martagon L.)
- слез (Alcea ficifolia L.)

Број коришћених врста у вртовима се знатно повећао у доба Новог царства, и писац Енене, који је живео око 1500. п.н.е, у запису за своју гробницу набраја дрвеће које је посадио у свом веку. Он даје списак двадесет различитих врста, од којих неке још нису идентификоване. Старе врсте дрвећа су приказане на додатној листи, а обухватају 73 сикоморе, 170 урминих палми и 120 дум палми.

## Напомена
1. ↑  Известан неспоразум је постојао око имена врсте. Данашња Persea је род коме припада авокадо који је нативан у Америци. Теофраст је (320. п.н.е.) користио грчки назив Persea за Mimusops, a тек 1754. године Miller је дао тај назив роду авокада.[5]